# Saint Johns (Arizona)
Pour les articles homonymes, voir Saint John's (homonymie).
La ville de Saint Johns est le siège du comté d'Apache, dans l’État de l’Arizona, aux États-Unis. Sa population, qui s’élevait à 3 480 habitants lors du recensement de 2010, est estimée à 3 517 habitants en 2018.

## Démographie
| Groupe            | Saint Johns | Arizona | États-Unis |
| ----------------- | ----------- | ------- | ---------- |
| Blancs            | 82,6        | 73,0    | 72,4       |
| Amérindiens       | 5,3         | 4,6     | 0,9        |
| Autres            | 7,4         | 12,1    | 6,4        |
| Métis             | 4,3         | 3,4     | 2,9        |
| Asiatiques        | 0,3         | 2,8     | 4,8        |
| Afro-Américains   | 0,1         | 4,1     | 12,6       |
| Total             | 100         | 100     | 100        |
|                   |             |         |            |
| Latino-Américains | 25,3        | 29,7    | 16,7       |

Selon l'American Community Survey, pour la période 2011-2015, 78,89 % de la population âgée de plus de 5 ans déclare parler l'anglais à la maison , alors que 15,28 % déclare l'espagnol, 5,36 % le navajo et 0,46 % une autre langue.
| 1880 | 1890 | 1910 | 1920  | 1930  | 1950  |
| ---- | ---- | ---- | ----- | ----- | ----- |
| 546  | 482  | 835  | 1 386 | 1 386 | 1 469 |

| 1960  | 1970  | 1980  | 1990  | 2000  | 2010  |
| ----- | ----- | ----- | ----- | ----- | ----- |
| 1 310 | 1 320 | 3 368 | 3 294 | 3 269 | 3 480 |